# 生物科学研究科
生物科学研究科（せいぶつかがくけんきゅうか、英称：The Graduate School of Biosciences）は、日本の大学院研究科のうち、生物科学の高度な教育研究を行う機構の1つである。

## 概要
2008年4月に、東海大学大学院の研究科（博士課程）の1つとして開設。生命科学コースと生物資源科学コースの2コースを設置している。学位は、具体的に専攻する分野によって変わるが「博士（理学）」、「博士（農学）」そして「博士（水産学）」を設定している。
沿革
- 2005年4月 - 九州東海大学と北海道東海大学、そして東海大学による博士課程のみで構成される三大学の「連合大学院博士課程」として開設。
- 2008年4月 - 東海大学と九州東海大学、北海道東海大学が統合された事により、連合大学院博士課程を発展的に解消し、本研究科、総合理工学研究科そして地球環境科学研究科として改組。

## 生物科学研究科と類似する研究科名称
- 岐阜大学大学院 応用生物科学研究科
- 中部大学大学院 応用生物学研究科
- 広島大学大学院 生物圏科学研究科

## 生物科学を専攻できる他の研究科名称
- 筑波大学大学院 生命環境科学研究科 生物科学専攻
- 東京大学大学院 理学系研究科 生物科学専攻
- 京都大学大学院 理学研究科 生物科学専攻
- 大阪大学大学院 理学研究科 生物科学専攻
- 岡山大学大学院 自然科学研究科 生物科学専攻